# Jean Joubert de La Rue
Jean Joubert de La Rue est un journaliste et écrivain né en France vers 1695 et mort vers 1757.
Il a écrit Lettres d’un Sauvage dépaysé à son correspondant en Amérique (1738) d'abord sous la forme de 30 lettres publiées en fascicule deux fois par semaine puis regroupées en un volume sous le titre Lettres d'un Sauvage dépaysé. Contenant une critique des mœurs du siècle, et des réflexions sur des matières de religion et de politique. En 1746, installé comme libraire à Amsterdam, il ajoute un nouveau tome sous le titre Lettres d'un Sauvage civilisé pour servir de continuation à celles du Sauvage dépaysé.